# 轉瓶架
轉瓶架的設計和發明，目的在於去除香檳酒的殘渣，經由上下顛倒酒瓶的過程，讓殘留物沉澱在瓶口的木塞。

## 除渣過程

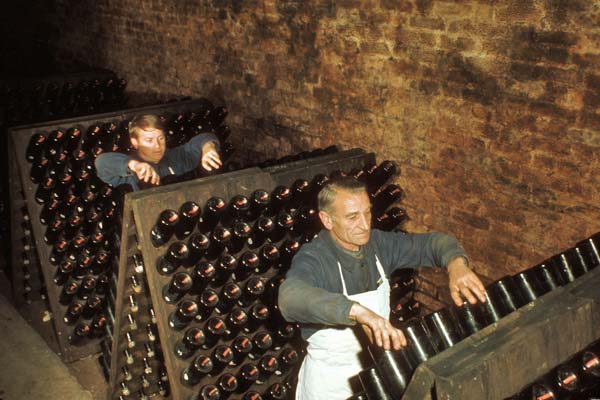
釀酒師們手工進行轉瓶作業，藉以去除香檳酒裡的沉澱殘渣物

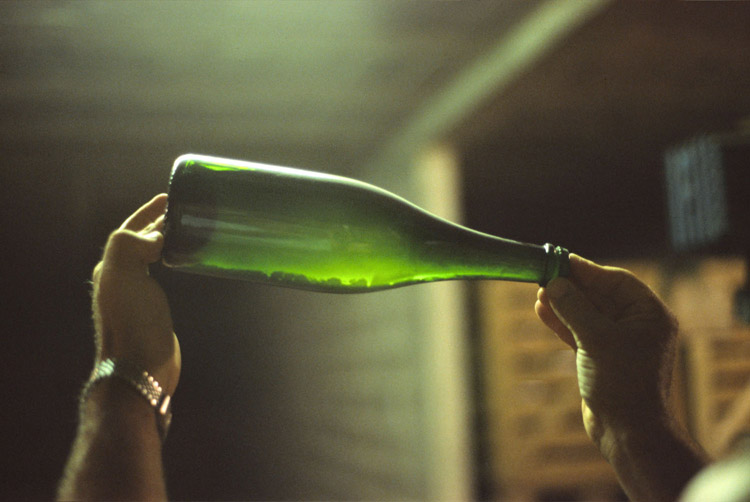
酒瓶中的沉澱物質，大部分是二次發酵的酵母菌渣

為了讓除渣的過程達到最好的效果，香檳酒的釀酒師們，除了將酒瓶上下顛倒以外，還會手工旋轉酒瓶的瓶身，藉此達到殘渣都能沉積到瓶口木塞。最早的工法是將酒瓶倒插在沙堆上，後來凱歌·彭莎登夫人和她的釀酒師安托萬·阿洛伊斯·德穆勒（Antoine-Aloys de Muller），共同發明釀造香檳專用轉瓶架技術，後來這個工法變成香檳酒的標準製程。到了現代則有機械化的設備，可以自動旋轉酒瓶和倒置酒瓶，使得香檳酒的製作品質可以更穩定，也能縮短轉瓶沉澱的時間。

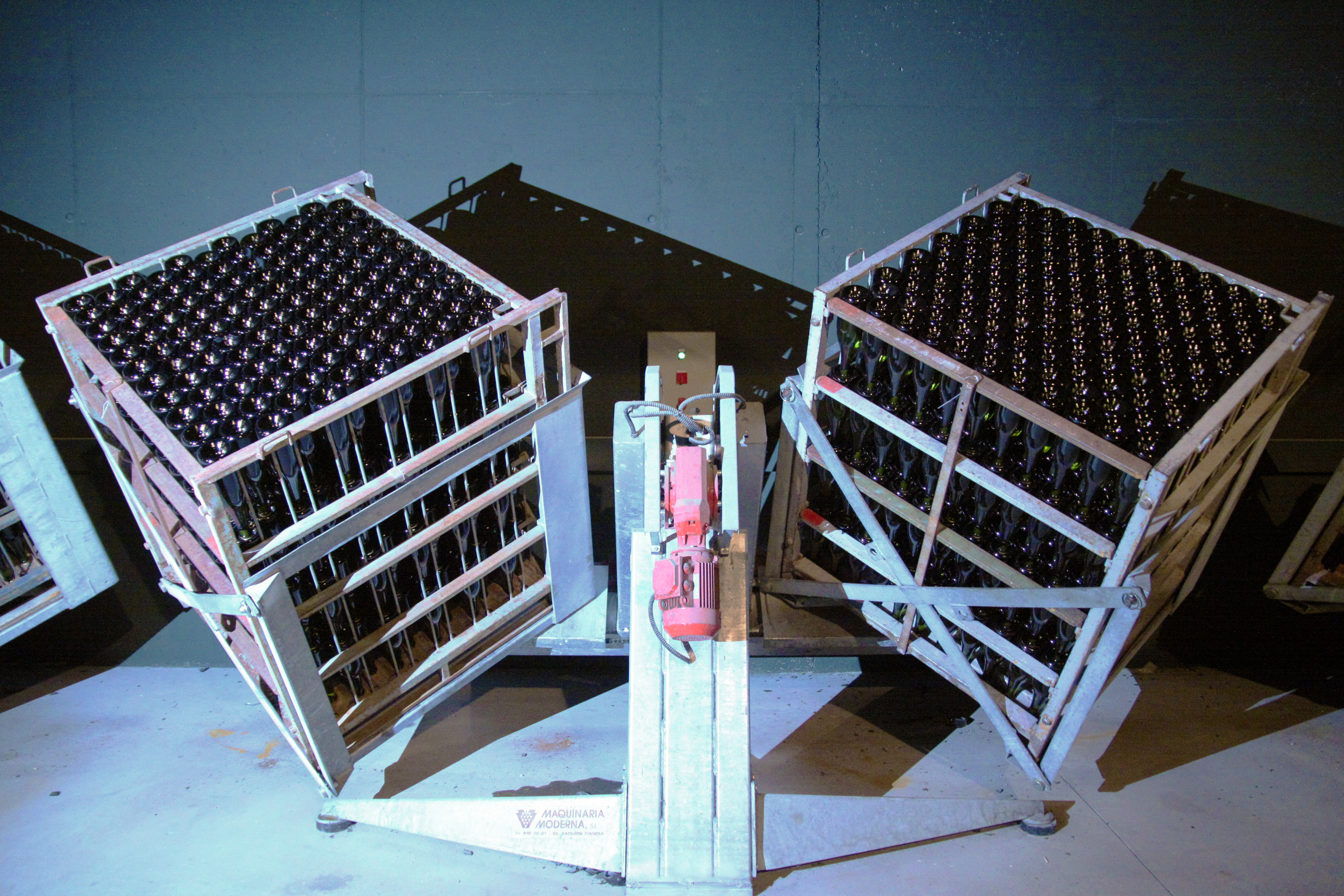
現在已經有自動轉瓶架的設計，大幅節省人力和提升穩定的製酒品質